# Seokguram
Động Seokguram (tiếng Hàn: 석굴암, Hanja: 石窟庵, Hán Việt: Thạch Quật Am, nghĩa là Am hang đá) là một tu viện và một phần của phức hợp chùa Bulguksa. Nó nằm cách bốn km về phía đông của ngôi đền trên núi Tohamsan, ở Gyeongju, Hàn Quốc. Nó được xếp hạng là Bảo vật Quốc gia số 24 của chính phủ Hàn Quốc và tọa lạc tại 994, Jinhyeon-dong, Gyeongju-si, Gyeongsanbuk-do. Hang động nhìn ra Biển Đông Hàn Quốc (동해) và nằm ở độ cao 750 m trên mực nước biển. Năm 1962, nó được coi là bảo vật quốc gia thứ 24 của Hàn Quốc. Năm 1995, Seokguram được thêm vào Danh sách Di sản Thế giới của UNESCO cùng với Đền Bulguksa. Nó có một số tác phẩm điêu khắc Phật giáo đẹp nhất trên thế giới.
Nó được cho là đã được Kim Daeseong ra lệnh xây dựng và ban đầu được gọi là Seokbulsa (석불사, Chùa Phật Đá). Việc xây dựng bắt đầu vào năm 742 khi Gim Daeseong xin từ quan ở triều đình hoặc năm 751, năm thứ 10 của triều vua Gyeongdeok của Silla. Thời kỳ này là đỉnh cao văn hoá của Silla thống nhất. Công trình xây dựng ở động đã được hoàn thành bởi triều đình Silla năm 774, ngay sau cái chết của Gim. Một huyền thoại cũ đã nói rằng Gim đã được tái sinh vì những hành động hiếu thảo của mình trong cuộc sống trước kia. Truyền thuyết kể rằng Đền Bulguksa đã được dành riêng cho cha mẹ của Gim trong cuộc sống hiện tại của ông trong khi Động Seokguram đã được dành cho cha mẹ của Gim từ một kiếp trước.
Đây là một trong những điểm đến văn hóa nổi tiếng nhất tại Hàn Quốc. Một cái nhìn của mặt trời mọc trên biển, có thể nhìn thấy từ ngồi gần vị Phật ngồi, đặc biệt phổ biến.

## Kiến trúc
Ấn Độ đã bắt đầu một truyền thống chạm khắc hình ảnh của Đức Phật bằng đá, hình ảnh linh thiêng và tháp vào tường vách đá và các hang động tự nhiên. Thực hành này đã được chuyển sang Trung Quốc và sau đó là Hàn Quốc. Địa chất bán đảo Triều Tiên, có chứa nhiều đá granit cứng, không có lợi cho việc khắc hình ảnh đá vào các bức tường đá vách đá. Seokguram là một hang động nhân tạo được làm từ đá granit và có thiết kế độc đáo. Kích thước nhỏ của hang động chỉ ra rằng nó có thể được sử dụng độc quyền bởi hoàng gia Silla.
Động thực vật tượng trưng cho một cuộc hành trình tâm linh vào cõi Niết bàn. Những người hành hương bắt đầu ở Bulguksa hoặc dưới chân núi Tohamsan, một ngọn núi linh thiêng đến Silla. Có một đài phun nước ở lối vào của ngôi đền, nơi những người hành hương có thể tự làm mới mình. Bên trong hang động, tiền sảnh và hành lang đại diện cho trái đất trong khi rotunda đại diện cho thiên đường.

## Hình ảnh

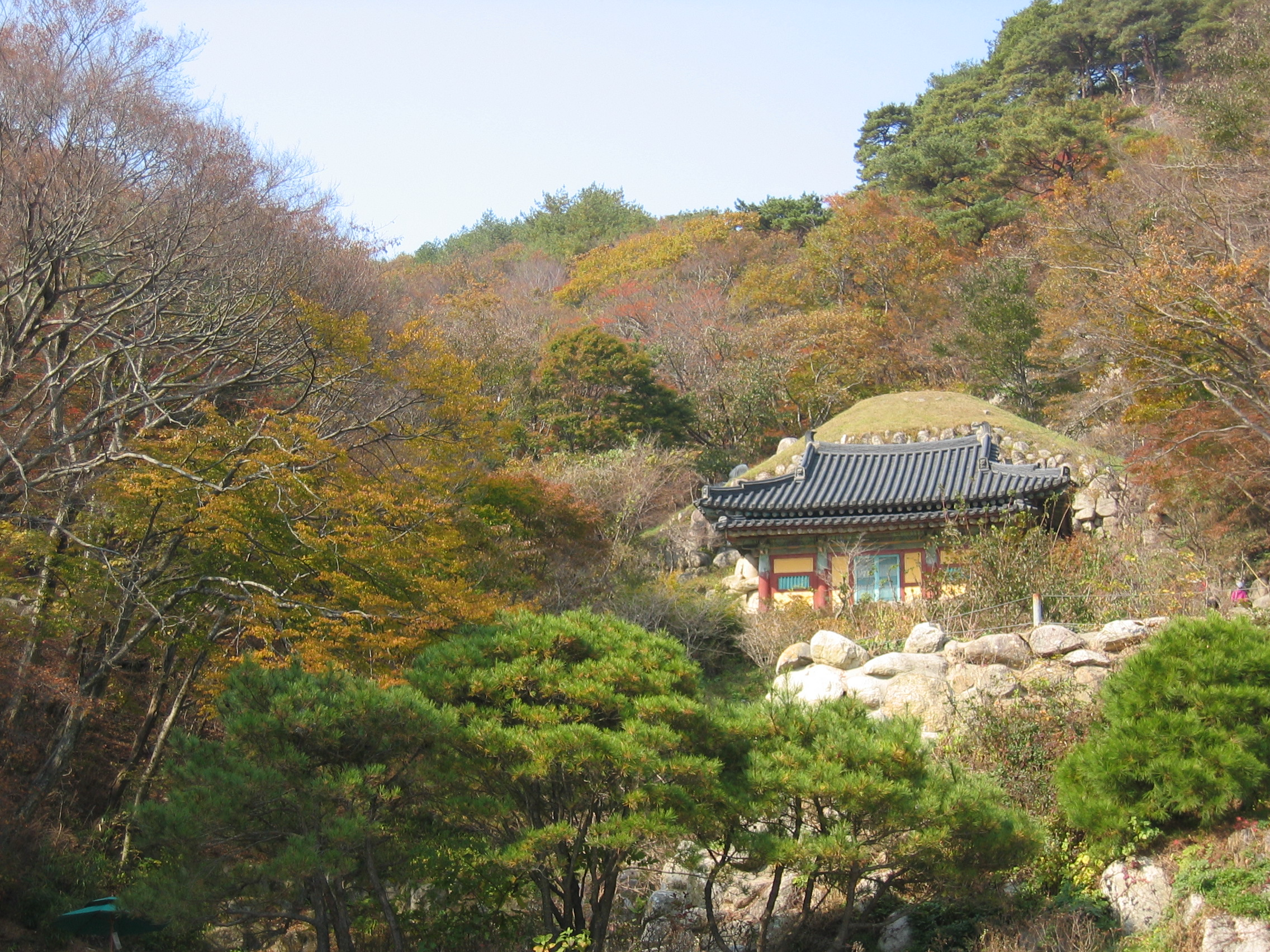
Cửa vào động.
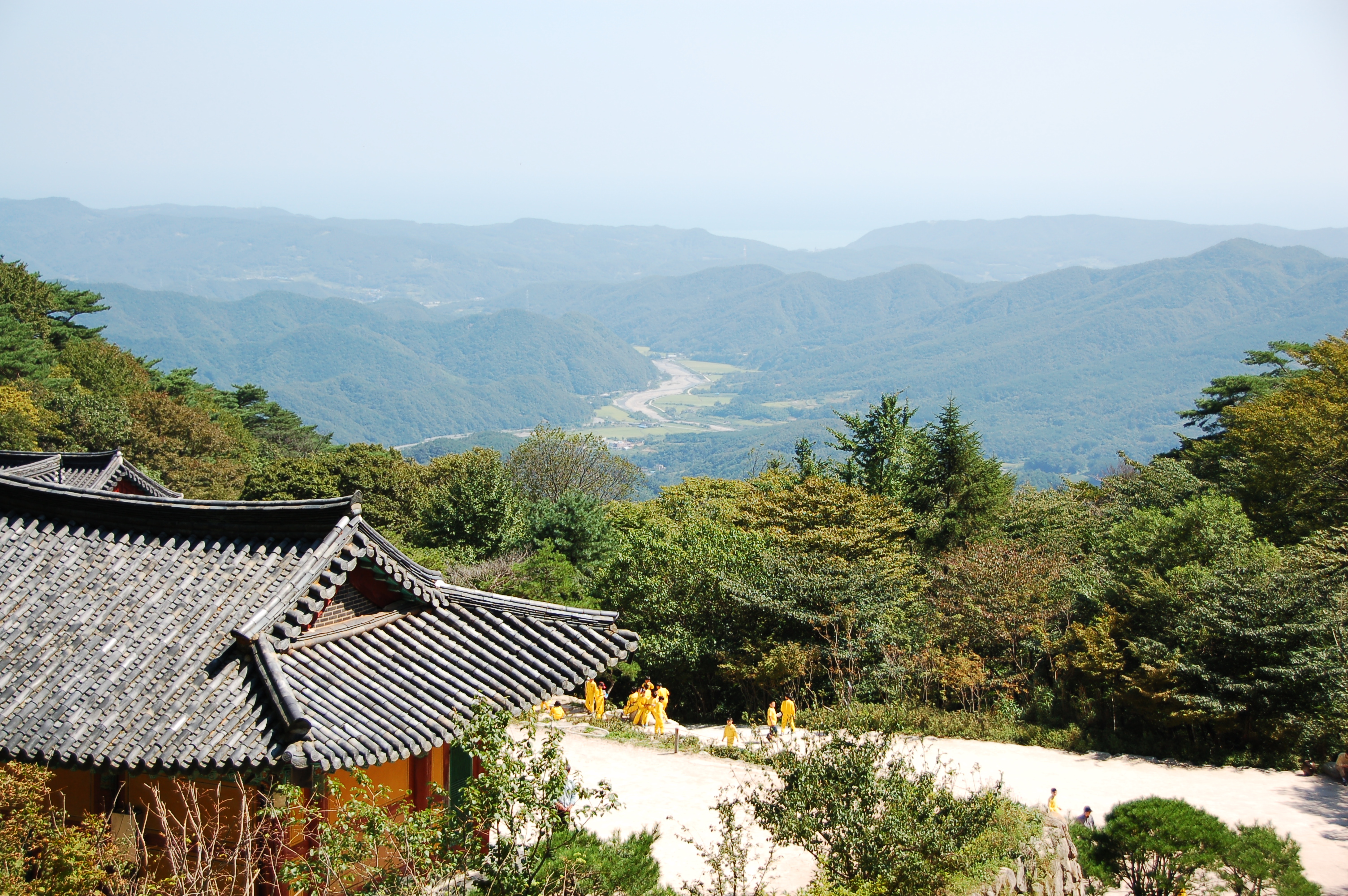
Biển nhìn từ động.
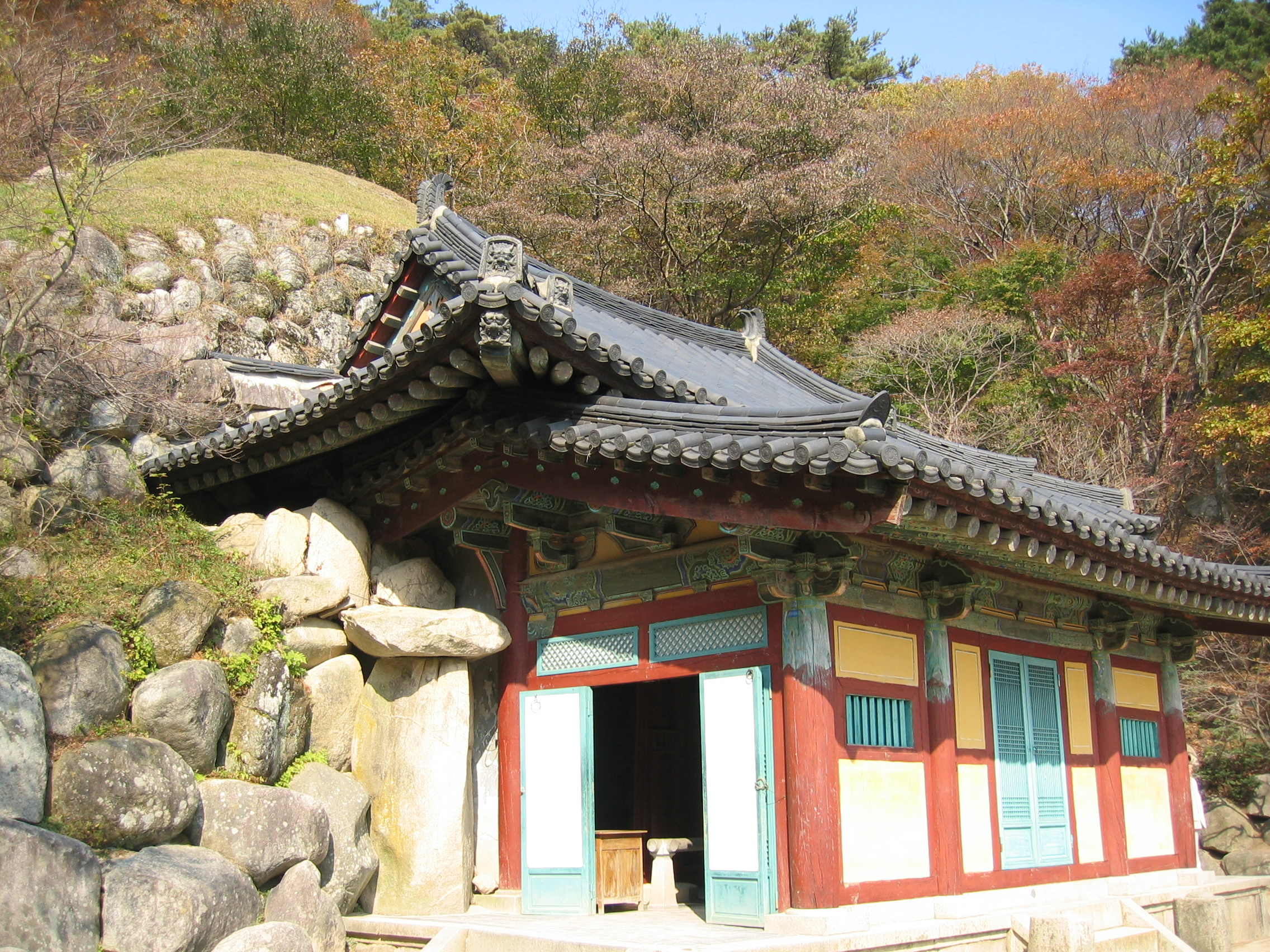
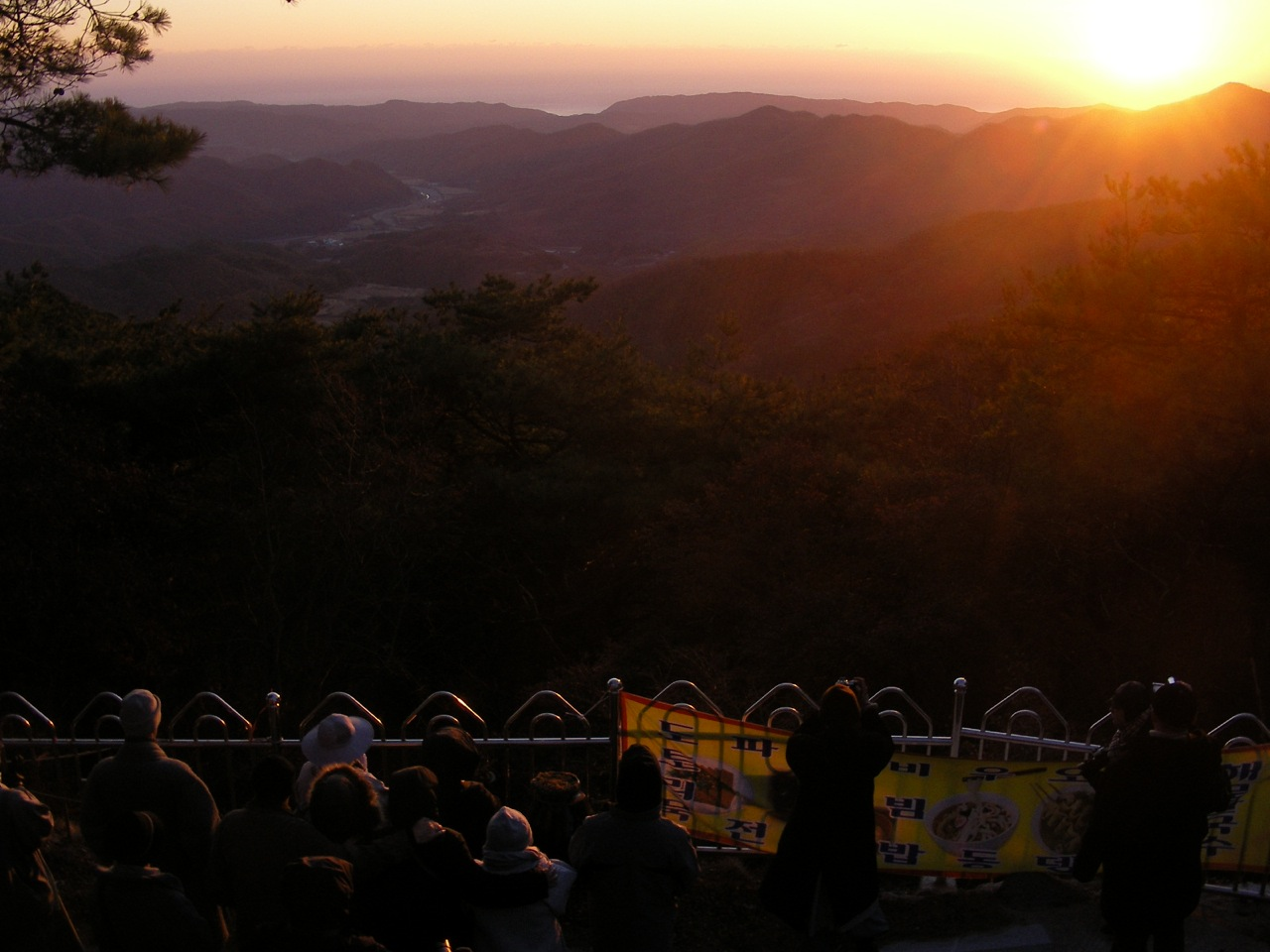
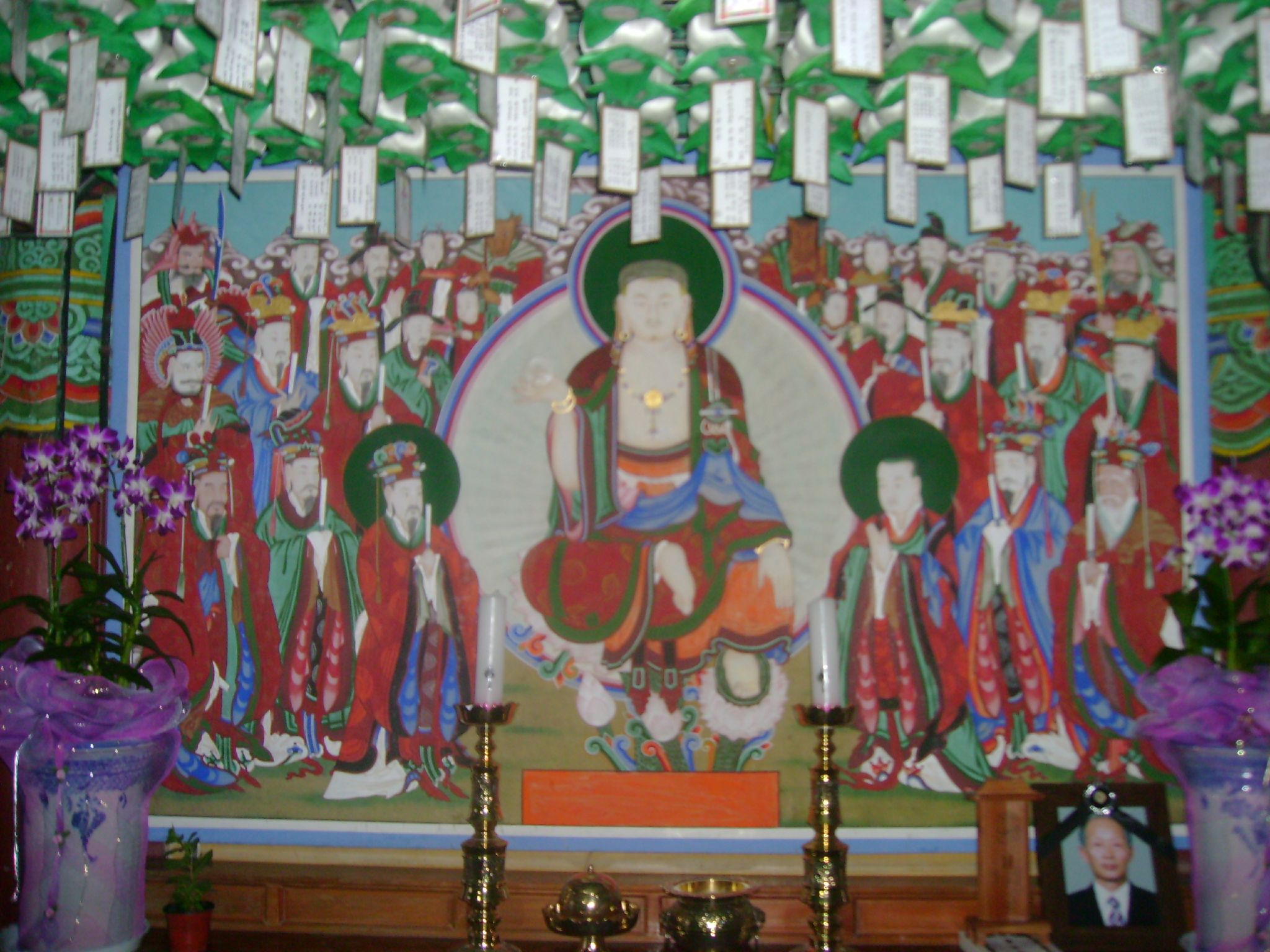
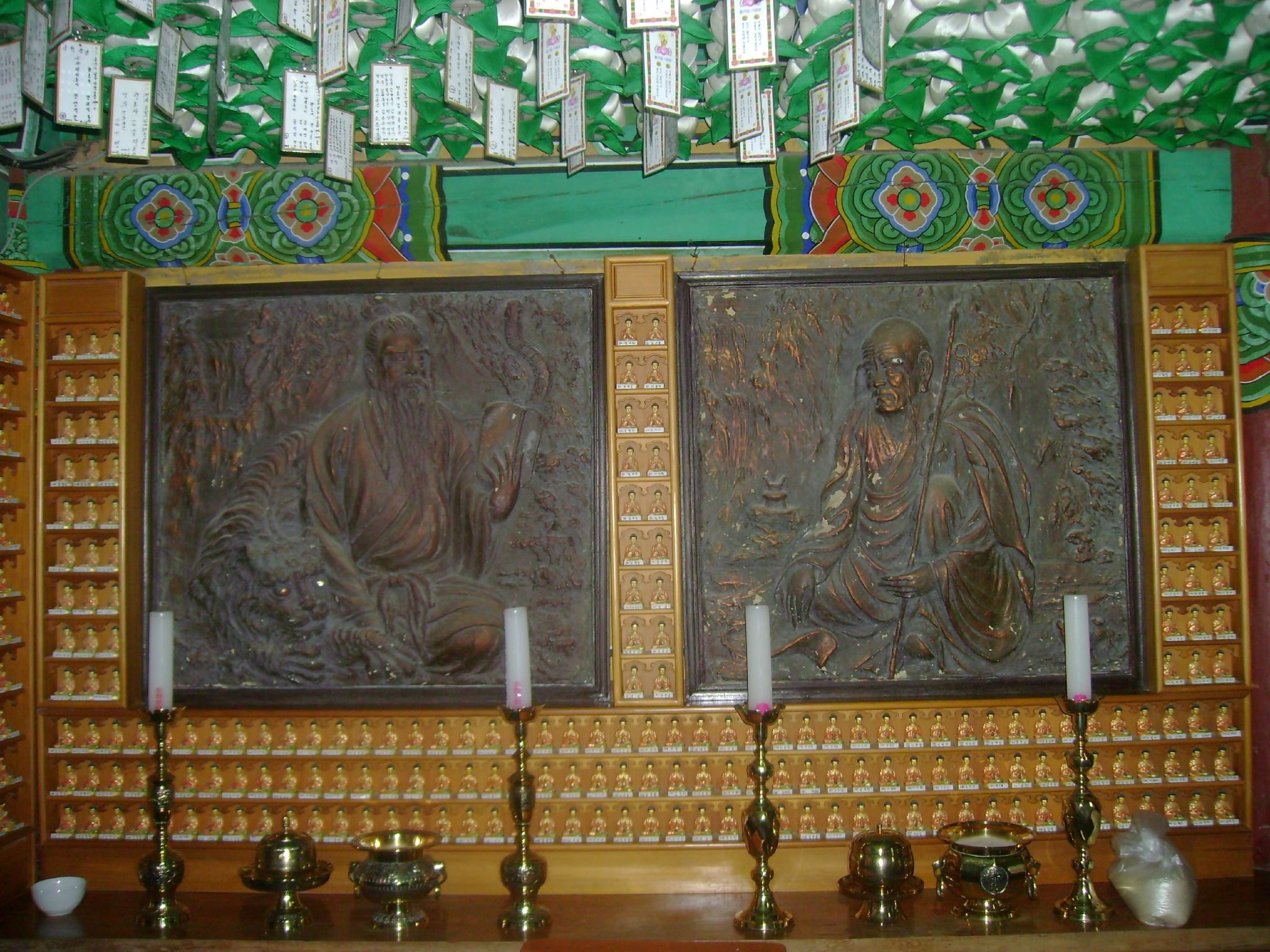
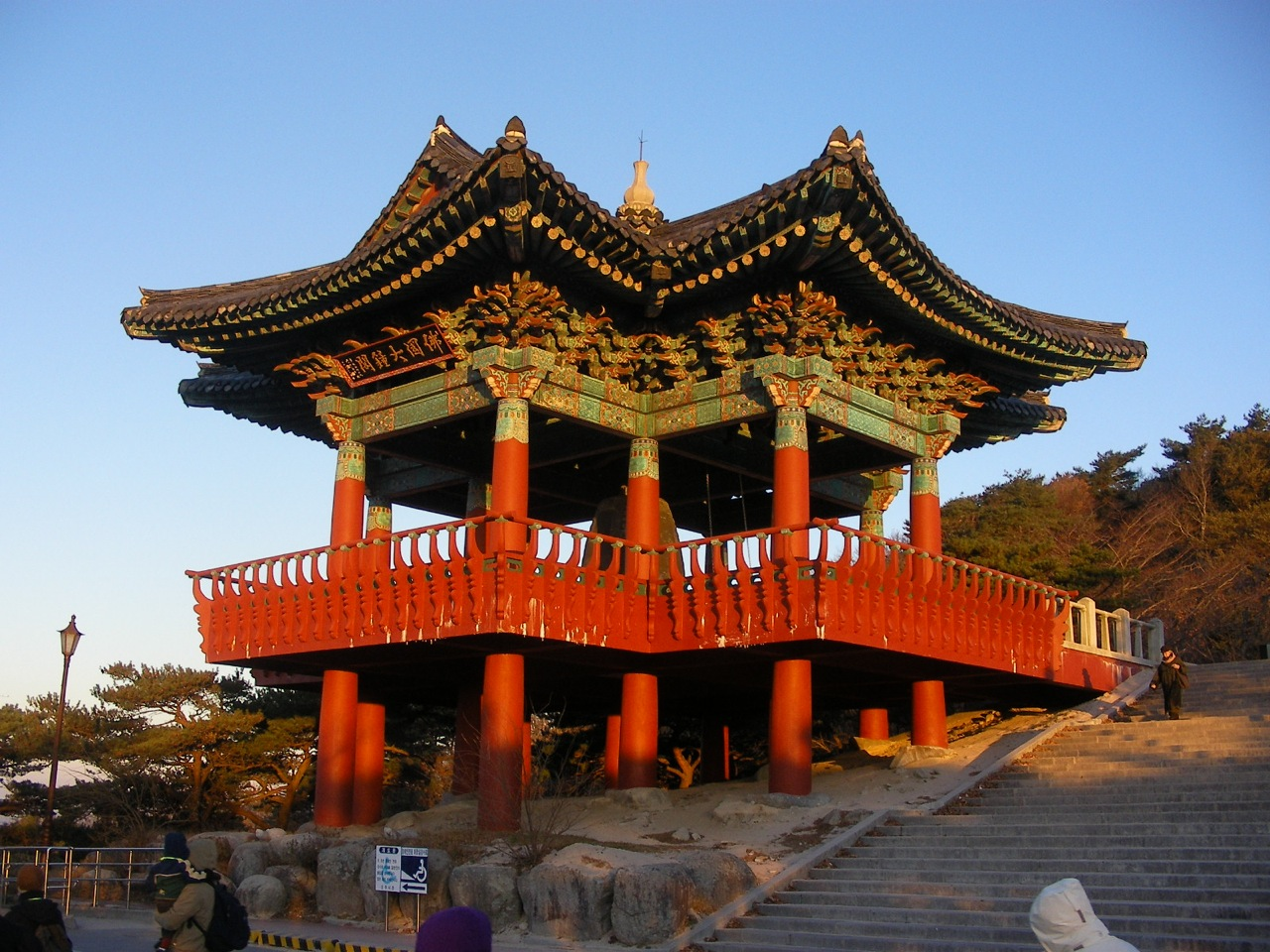
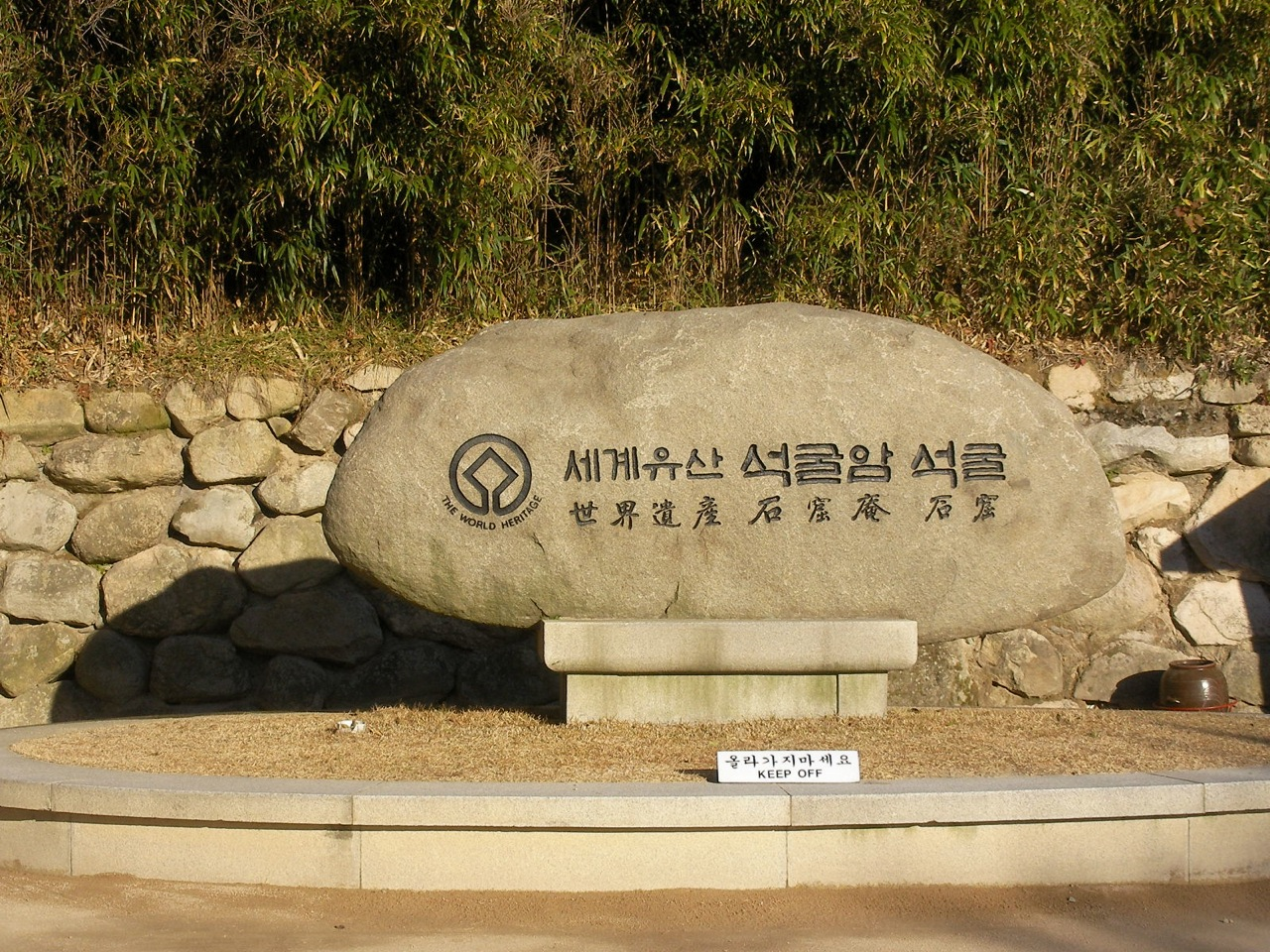